# 博拉利亚
博拉利亚是葡萄牙阿威罗区的一个堂区。总面积9.25平方公里，总人口2221人，人口密度240.1人/平方公里。